# Campeonato Europeo de Esgrima de 2015
El XXVIII Campeonato Europeo de Esgrima se celebró en Montreux (Suiza) entre el 6 y el 11 de junio de 2015 bajo la organización de la Confederación Europea de Esgrima (CEE) y la Federación Helvética de Esgrima.
Las competiciones se realizaron en el Centro de Convenciones y Música de Montreux.

## Medallistas

### Masculino
| Evento                      | Oro                                                                      | Plata                                                                          | Bronce                                                                        |
| --------------------------- | ------------------------------------------------------------------------ | ------------------------------------------------------------------------------ | ----------------------------------------------------------------------------- |
| Florete individual (06.06)  | Andrea Cassarà · Italia                                                  | Daniele Garozzo · Italia                                                       | Edoardo Luperi · Italia · Carlos Llavador Fernández · España                  |
| Florete por equipos (09.06) | Jérémy Cadot Enzo Lefort Erwann Le Péchoux Julien Mertine Francia        | Artur Ajmatjuzin · Alexei Cheremisinov · Renal Ganeyev · Dmitri Riguin · Rusia | Sebastian Bachmann · Peter Joppich · Moritz Kröplin · André Sanita · Alemania |
| Espada individual (07.06)   | Gauthier Grumier Francia                                                 | Max Heinzer · Suiza                                                            | Pavel Sujov · Rusia · Gábor Boczkó · Hungría                                  |
| Espada por equipos (10.06)  | Gauthier Grumier Ronan Gustin Daniel Jérent Ulrich Robeiri Francia       | Marno Allika Nikolai Novosjolov Sten Priinits Peeter Turnau Estonia            | Peer Borsky · Max Heinzer · Fabian Kauter · Benjamin Steffen · Suiza          |
| Sable individual (08.06)    | Áron Szilágyi · Hungría                                                  | Max Hartung · Alemania                                                         | Nikolai Kovaliov · Rusia · Alexei Yakimenko · Rusia                           |
| Sable por equipos (11.06)   | Max Hartung · Matyas Szabo · Richard Hübers · Benedikt Wagner · Alemania | Enrico Berrè · Luca Curatoli · Aldo Montano · Diego Occhiuzzi · Italia         | Tamás Decsi · Csanád Gémesi · András Szatmári · Áron Szilágyi · Hungría       |

### Femenino
| Evento                      | Oro                                                                               | Plata                                                                               | Bronce                                                                                    |
| --------------------------- | --------------------------------------------------------------------------------- | ----------------------------------------------------------------------------------- | ----------------------------------------------------------------------------------------- |
| Florete individual (08.06)  | Elisa Di Francisca · Italia                                                       | Larisa Korobeinikova · Rusia                                                        | Aida Mohamed · Hungría · Arianna Errigo · Italia                                          |
| Florete por equipos (11.06) | Martina Batini · Arianna Errigo · Elisa Di Francisca · Valentina Vezzali · Italia | Inna Deriglazova · Yuliya Biriukova · Larisa Korobeinikova · Aida Shanayeva · Rusia | Anita Blaze Pauline Ranvier Astrid Guyart Ysaora Thibus Francia                           |
| Espada individual (06.06)   | Violetta Kolobova · Rusia                                                         | Rossella Fiamingo · Italia                                                          | Simona Pop · Rumania · Emese Szász · Hungría                                              |
| Espada por equipos (09.06)  | Ana Maria Brânză · Simona Gherman · Simona Pop · Loredana Dinu · Rumania          | Irina Embrich Erika Kirpu Julia Beljajeva Katrina Lehis Estonia                     | Rossella Fiamingo · Bianca Del Carretto · Mara Navarria · Francesca Quondamcarlo · Italia |
| Sable individual (07.06)    | Sofia Velikaya · Rusia                                                            | Charlotte Lembach Francia                                                           | Rossella Gregorio · Italia · Olena Voronina · Ucrania                                     |
| Sable por equipos (10.06)   | Yekaterina Diachenko · Yana Yegorian · Yuliya Gavrilova · Sofia Velikaya · Rusia  | Cécilia Berder Saoussen Boudiaf Manon Brunet Charlotte Lembach Francia              | Olha Jarlan · Alina Komashchuk · Olena Kravatska · Olena Voronina · Ucrania               |

## Medallero
| Núm. | País     | Oro | Plata | Bronce | Total |
| ---- | -------- | --- | ----- | ------ | ----- |
| 1    | Italia   | 3   | 3     | 4      | 10    |
| 2    | Rusia    | 3   | 3     | 3      | 9     |
| 3    | Francia  | 3   | 2     | 1      | 6     |
| 4    | Alemania | 1   | 1     | 1      | 3     |
| 5    | Hungría  | 1   | 0     | 4      | 5     |
| 6    | Rumania  | 1   | 0     | 1      | 2     |
| 7    | Estonia  | 0   | 2     | 0      | 2     |
| 8    | Suiza    | 0   | 1     | 1      | 2     |
| 9    | Ucrania  | 0   | 0     | 2      | 2     |
| 10   | España   | 0   | 0     | 1      | 1     |
|      | TOTAL    | 12  | 12    | 18     | 42    |